# Bão nhiệt đới Linda (1997)
Bão nhiệt đới Linda, được biết đến ở Philippines với tên gọi Áp thấp nhiệt đới Openg, được biết đến tại Việt Nam với tên gọi cơn bão số 5 , là cơn bão thảm khốc nhất khi tấn công vào miền Nam Việt Nam trong vòng ít nhất 10 năm. Hình thành vào ngày 31 tháng 10 năm 1997 trên Biển Đông, Linda mạnh lên khi di chuyển về phía Tây và đã đổ bộ vào khu vực Nam Bộ Việt Nam trong ngày 2 tháng 11 với sức gió 100 km/giờ (tương đương với một cơn bão nhiệt đới) cùng với mưa lớn tận 500mm-700mm. Theo Trung tâm Cảnh báo Bão Liên hợp (JTWC) của Hoa Kỳ thì khi Linda tiến vào vịnh Thái Lan đã tăng cấp thành bão cuồng phong cấp 1, nhưng đã suy yếu lại thành bão nhiệt đới trước khi vượt bán đảo Mã Lai và đi vào vịnh Bengal. Tại đây, Linda một lần nữa đạt đến cường độ bão cuồng phong theo JTWC, tuy nhiên không lâu sau, độ đứt gió tăng lên và dòng dẫn suy yếu trước khi bão tan vào ngày 9 tháng 11.
Tại Việt Nam, cơn bão Linda gây thiệt hại rất nghiêm trọng. Số người thiệt mạng lên tới 3.111 người, tổng thiệt hại vật chất là 385 triệu USD. Mưa lớn đã gây lũ lụt tàn phá khoảng 200.000 ngôi nhà và khiến khoảng 383.000 người mất nhà cửa. Tổn thất về mùa màng trên diện rộng, cùng việc hệ thống đường giao thông bị hư hại đã cản trở những nỗ lực cứu trợ sau này. Một vài quốc gia trên thế giới đã gửi hàng cứu trợ, bao gồm các đội ngũ y tế, thực phẩm và quần áo. Tuy nhiên, quá trình cung cấp thực phầm và tình trạng sức khỏe các nạn nhân của cơn bão đã chứng minh hậu quả không đáng ngại như ban đầu. Bão Linda sau đó đã đổ bộ Thái Lan, gây lũ quét khiến ít nhất 164 người thiệt mạng. Cơn bão cũng tác động đến Myanmar, Indonesia, Malaysia, và Campuchia nhưng với mức độ thấp hơn.

## Lịch sử khí tượng
| Thang bão Saffir–Simpson |     |    |    |    |    |    |
| ATNĐ                     | BNĐ | C1 | C2 | C3 | C4 | C5 |

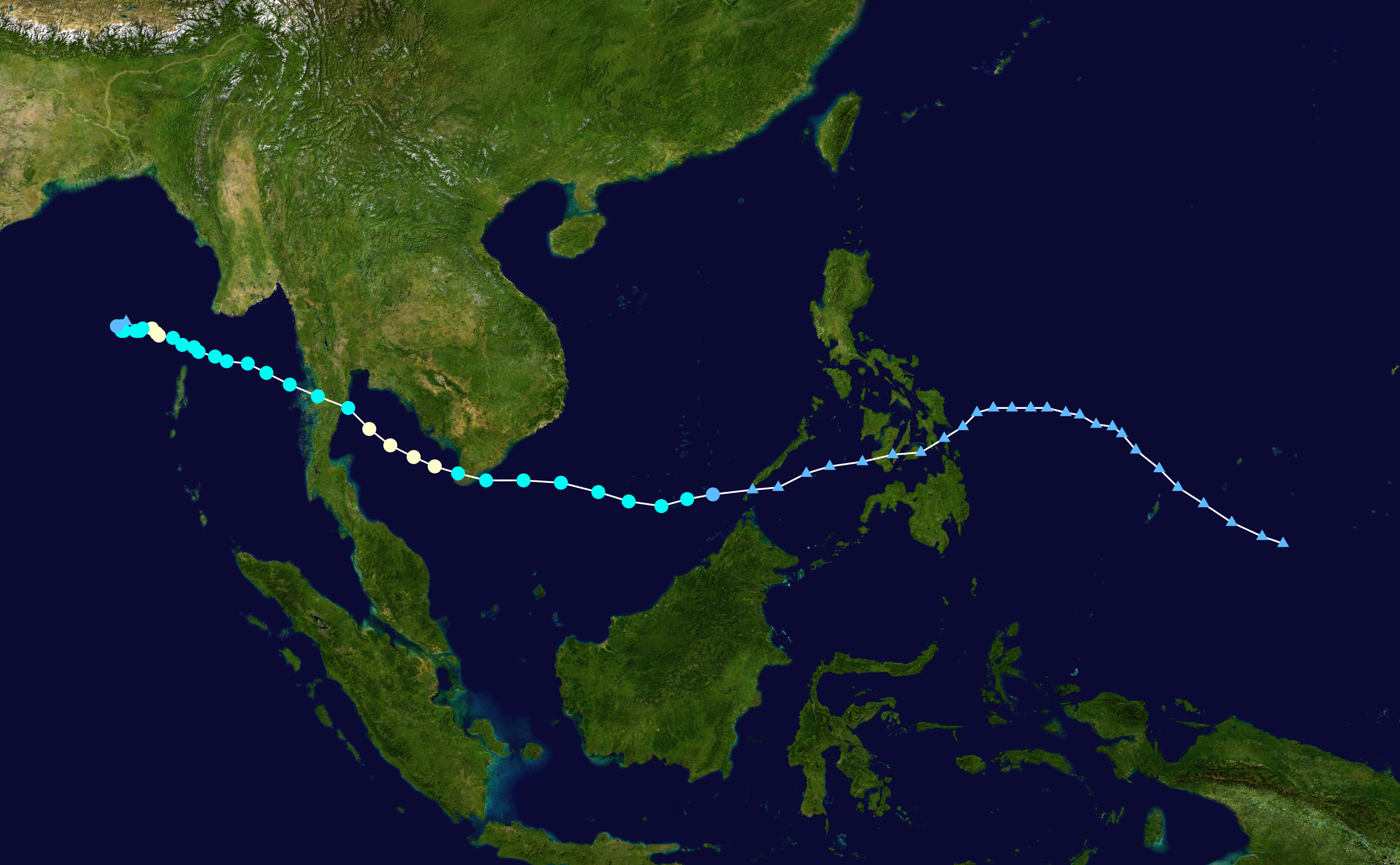
Đây là đường đi của bão nhiệt đới Linda, hình thành từ biển Philippines sau đó đổ bộ vào Visayas rồi đi vào biển Đông rồi đổ bộ vào tỉnh Cà Mau, ảnh hưởng rất nhiều đến Nam Bộ rồi đổ bộ vào Nam Thái Lan và đi qua Myanmar rồi qua Ấn Độ Dương.

Nguồn gốc của bão Linda là từ một vùng mây đối lưu trên vùng biển phía Đông Philippines được chú ý đến lần đầu vào ngày 26 tháng 10 năm 1997. Khi đó, một áp cao cận nhiệt đới tồn tại ở phía Bắc đã buộc vùng nhiễu động di chuyển chủ yếu về phía Tây. Vào ngày 29 tháng 10, hệ thống đã vượt Philippines và tiến vào Biển Đông. Sau đó, vùng nhiễu động bắt đầu dần trở thành bão, và đến cuối ngày 31 Trung tâm Cảnh báo Bão Liên hợp (JTWC) đã ban hành những thông báo đầu tiên về áp thấp nhiệt đới 30W. Khi đó, hệ thống nằm cách Borneo về phía Tây Bắc, và nó đã được Cục quản lý Thiên văn, Địa vật lý và Khí quyển Philippines (PAGASA) đặt tên là "Openg".
Không lâu sau, áp thấp nhiệt đới đã nhanh chóng mạnh lên thành một cơn bão nhiệt đới và được JTWC đặt tên là "Linda". Di chuyển theo hướng Tây, cơn bão tiếp tục tăng cường, JTWC ước tính bão đạt đến vận tốc gió 65 dặm/h (100 km/h) khi nó tiếp cận miền Nam Việt Nam. Trước khi đổ bộ vào Cà Mau, Việt Nam ghi nhận bão mạnh cấp 10-11 giật trên cấp 12 (theo thang Beaufort), tại Côn Đảo đã ghi nhận gió mạnh trên 30 m/s, giật tới 42 m/s (tương đương cấp 11 thang Beaufort). Vào thời điểm 9:00 (UTC+0) ngày 2 tháng 11, Linda đổ bộ vào tỉnh Cà Mau. Cơn bão suy yếu đi một ít khi đi qua đất liền Cà Mau. Bão sau đó nhanh chóng đạt tới cấp 1 (thang đo Mỹ) khi tiến vào vịnh Thái Lan. Sau khi chuyển hướng Tây Bắc, Linda đã suy yếu lại thành bão nhiệt đới trước khi đổ bộ vào Thái Lan trong ngày 3 tháng 11 với sức gió 65 dặm/h (100 km/h).
Linda tiếp tục suy yếu thêm khi ở trên địa hình núi của bán đảo Mã Lai, và cơn bão tiến vào biển Andaman khi vận tốc gió đã giảm xuống còn 50 mph (85 km/h). Điều này giúp Linda trở thành xoáy thuận nhiệt đới đầu tiên đi vào Ấn Độ Dương từ Thái Bình Dương kể từ cơn bão Forrest năm 1992. Lúc này, Cục Khí tượng Ấn Độ (IMD) phân loại Linda là bão xoáy (Cyclonic Storm) BOB 08 với vận tốc gió 40 mph (70 km/h). Nhờ nhiệt độ nước biển ấm, Linda dần tăng cường trở lại khi nó giảm tốc độ di chuyển do sự suy yếu của áp cao cận nhiệt. Vào ngày 6 tháng 11, cơn bão một lần nữa đạt cấp độ bão cuồng phong tại địa điểm ngoài khơi phía Tây Nam bờ biển Myanmar. Linda chỉ duy trì được cường độ tối đa trong khoảng 18 tiếng, do độ đứt gió tăng lên từ rãnh thấp ở vĩ độ trung gần đó. Ban đầu, cơn bão được dự kiến sẽ vượt vịnh Bengal và đổ bộ vào khu vực gần biên giới Ấn Độ/Bangladesh. Tuy nhiên, Linda đã trở nên ít di chuyển, và suy yếu dần trong vài ngày tiếp theo. Vào ngày 9 tháng 11, Linda tan biến trên khu vực cách Yangon, Myanmar khoảng 375 mile (600 km) về phía Tây Nam. IMD cũng đã chấm dứt ban hành những thông báo trong ngày hôm đó.

## Tác động và hậu quả
| Philippines | 2     |
| Việt Nam    | 3,070 |
| Thái Lan    | 42    |
| Khác        | 8     |
| Tổng cộng   | 3,123 |

### Việt Nam

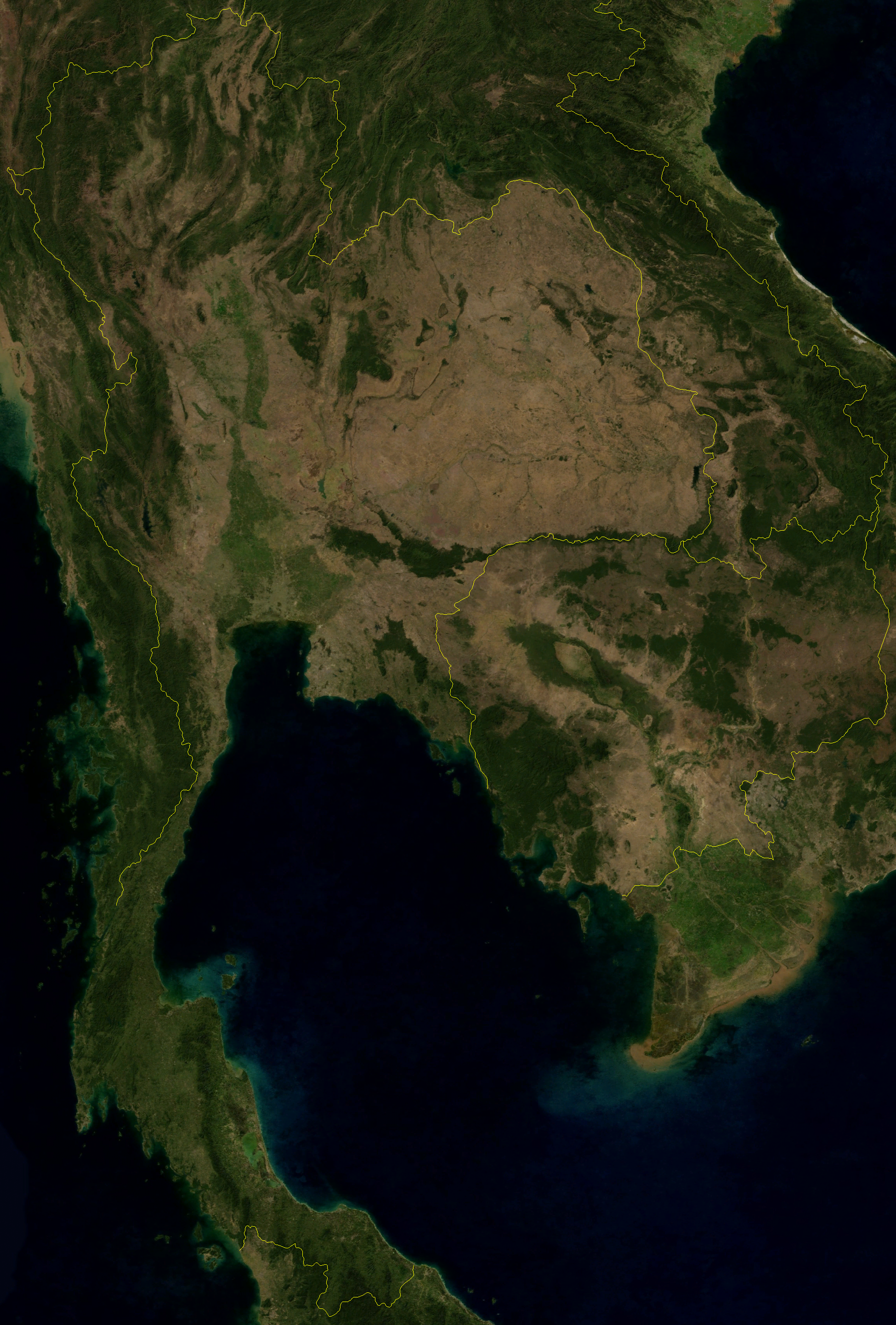
Ảnh vệ tinh của Bán đảo Đông Dương, bao gồm Việt Nam ở bên phải và Thái Lan bên trái

Trước khi bão đổ bộ vào Nam Bộ, Chính phủ cùng các cơ quan dự báo khí tượng, truyền thông tại Việt Nam đã ban hành và phát đi những cảnh báo đến người dân. Tuy nhiên, cơn bão Linda di chuyển nhanh hơn dự kiến và Nam Bộ cũng là khu vực hiếm khi gặp phải xoáy thuận nhiệt đới nên người dân cũng như chính quyền địa phương mang tâm lí chủ quan và ít có kinh nghiệm đối phó, cộng thêm việc hiếu kì muốn đi xem bão của người dân khiến thiệt hại càng nặng nề hơn. Bão nhiệt đới Linda đã trút xuống một lượng mưa lớn trên khắp miền Nam Việt Nam, tối đa đạt 233 mm tại Cần Thơ. Thiệt hại ở khu vực này là rất nặng nề, đặc biệt là tại tỉnh cực Nam Cà Mau nơi cơn bão tấn công trực tiếp. Một số tỉnh khác cũng chịu tổn thất nghiêm trọng là Bạc Liêu, Sóc Trăng và Kiên Giang.
Tầng lớp chịu ảnh hưởng lớn nhất là cộng đồng ngư dân nghèo ở đây. Tổng cộng, bão nhiệt đới Linda đã phá hủy 76.609 ngôi nhà và làm hư hại 139.445 ngôi nhà khác, khiến 383.045 người mất nhà cửa. Ngoài ra, cơn bão còn phá hủy ít nhất 3.112 tàu thuyền của ngư dân. Mưa cũng đã làm ngập 4.500 km² diện tích cánh đồng lúa, khoảng một nửa trong đó là tại Cà Mau. Tổng thiệt hại sơ bộ ước tính 7,18 nghìn tỉ đồng (385 triệu USD thời điểm năm 1997, 720.4 triệu USD ở thời điểm năm 2023).
Bão Linda đã gây tổn thất nghiêm trọng về nhân mạng tại Việt Nam. Rất nhiều thủy thủ và ngư dân đã phải bỏ mạng ngoài khơi do hệ thống trang thiết bị của ngư dân còn yếu kém, va chạm tàu thuyền mạnh nên không thể thoát khỏi quỹ đạo di chuyển của cơn bão. Chỉ trong vòng 3 ngày, số người thiệt mạng đã lên tới hơn 150 cùng hàng ngàn trường hợp mất tích, hầu hết trong số đó là ngư dân. Bốn ngày sau cơn bão, con số người chết đã tăng lên 390, và đến ngày 14 tháng 11, tám ngày sau cơn bão, con số này tăng lên thành 464. Cuối cùng, tổng số người chết đạt tới con số rất lớn: 3.070. Tám ngày sau khi Linda đi qua, một báo cáo của bộ phận phụ trách về các vấn đề nhân đạo của Liên hiệp quốc (DHA) cho thấy số người bị thương do bão là 857. Chính phủ Việt Nam cũng đã nhanh chóng thành lập các đội tìm kiếm và cứu hộ, đặc biệt ưu tiên cho các ngư dân đang còn mất tích, và có tổng cộng 3.513 người được giải cứu sau bão. Bên cạnh đó, đã có hàng trăm thi thể bị sóng cuốn vào bờ ở Việt Nam và Thái Lan được phát hiện trong vòng vài tuần sau cơn bão.
Chính phủ Việt Nam xác định rằng cung cấp các nhu yếu phẩm cơ bản là việc cần phải làm ngay lập tức; gồm có thực phẩm, quần áo, thuốc men, chỗ ở cho người dân, và các trang thiết bị vệ sinh. Việt Nam đã chính thức đề nghị sự viện trợ của cộng đồng quốc tế, nhấn mạnh rằng đây là cơn bão thảm khốc nhất trong vòng 100 năm, và chính quyền chỉ có nguồn lực hạn chế do sự tàn phá là ngoài dự kiến. Trước lời đề nghị này, chính phủ Thụy Sĩ đã gửi khoảng 500.000 Franc Thụy Sĩ (360.000 USD) để viện trợ khẩn cấp. Sau đó, mười quốc gia khác cũng đã gửi tiền mặt hoặc hàng cứu trợ với tổng trị giá 2,6 triệu USD; bao gồm các nơi trú ẩn, khám chữa bệnh y tế từ Mỹ, quần áo từ Vương quốc Anh, lều bạt từ Nga, và các loại hàng hóa vận chuyển từ Nhật Bản.
Do hệ thống giao thông còn nhiều yếu kém, các nhân viên của Tổ chức Chữ thập Đỏ đã phải di chuyển bằng đường sông để trợ giúp cho những nơi có người dân bị ảnh hưởng nặng nề nhất. Sau hai tháng, Hội Chữ thập Đỏ đã phân phối 65.401 tấm lợp mái, 390 tấn gạo, 11.990 chiếc màn, 6.871 chăn, 3.664 bộ dụng cụ y tế, và cung cấp nhiều loại quần áo cho khoảng 150.000 người chịu thiệt hại bởi cơn bão, các nguồn viện trợ này được tiếp nhận tại Thành phố Hồ Chí Minh. Cuối cùng, quá trình cung cấp thực phẩm và tình trạng sức khỏe các nạn nhân đã chứng minh hậu quả không đáng ngại như ban đầu. Sau khi đã phân phối viện trợ, Hội Chữ thập Đỏ chuyển sang tập trung vào việc tái thiết khu vực. Quá trình tái thiết diễn ra chậm chạp, một phần do các hoạt động kinh tế bị chững lại vào những ngày Tết Nguyên Đán. Thêm vào đó là việc hai nhà máy chính sản xuất thép và khung xây dựng hoạt động ngắt quãng và không liên tục, do một số máy móc bị hỏng.

### Các quốc gia khác
Ở những nơi khác như Thái Lan, tổn thất được báo cáo là trung bình. Tại đây đã có ít nhất 12 người trên đất liền và 152 ngư dân trên biển đã thiệt mạng. Lũ quét đã xảy ra tại sáu quận, làm hư hại một vùng diện tích 230 km² đất trồng trọt đồng thời phá hủy 12 ngôi nhà. Hệ thống giao thông đường bộ cũng chịu tác động với 184 con đường và 14 cây cầu bị hư hỏng. Chính phủ Thái Lan đã cử 20 đội y tế đến những khu vực chịu ảnh hưởng nặng nề nhất. Ngoài ra sau bão đã có khoảng 10.600 người bị mắc các bệnh liên quan đến lũ lụt hay tình trạng ô nhiễm môi trường. Tại vùng Tanintharyi ở miền Đông Nam Myanmar đã xảy ra mưa lớn, dù vậy gió không mạnh nên thiệt hại là không đáng kể. Cơn bão cũng làm gia tăng lượng khói bụi và sương mù ở Indonesia và Malaysia; tình trạng này kéo dài trong vài tuần. Tại Indonesia, Linda đã làm giảm độ ẩm không khí, hạ thấp khả năng mưa cho những khu vực đang chịu tác động của cháy rừng. Campuchia cũng là nước chịu tác động nhỏ bởi rìa của cơn bão.

## Trong văn hóa đại chúng
Bão số 5 – Linda đã được nhắc đến trong bộ phim Những ngôi sao biển do Công ty điện ảnh Thành phố Hồ Chí Minh – Hãng phim Phương Đông sản xuất vào năm 2003, 6 năm sau khi cơn bão tàn phá Nam Bộ.